# Soyuz MS-08
Soyuz MS-08 foi uma missão à Estação Espacial Internacional e a 137ª missão do programa russo Soyuz iniciado em 1967. Ela transportou três astronautas, um russo, e dois norte-americanos, que se integraram à tripulação residente levada no voo anterior, Soyuz MS-07, completando a Expedição 55 na estação. Durante a estadia em órbita os tripulantes também integraram a Expedição 56. O lançamento da espaçonave ocorreu em 21 de março de 2018. Ela permaneceu acoplada à estação servindo como veículo de escape de emergência durante a missão e retornou à Terra em 4 de outubro de 2018.

## Tripulação
| Posição             | Cosmo/Astronauta |
| ------------------- | ---------------- |
| Comandante          | Oleg Artemyev    |
| Engenheiro de voo 1 | Andrew Feustel   |
| Engenheiro de voo 2 | Richard Arnold   |

## Insígnia
A insígnia da missão, criada por Luc van den Abeelen, é desenhada na forma de uma cápsula de reentrada da Soyuz, após seu pouso. No interior dela, a tripulação é vista em silhueta se aproximando dela na torre de lançamento. Uma lua é mostrada atrás do complexo, representando o sonho de missões tripuladas no espaço profundo. Seis estrelas representam os seis membros da expedição na ISS. A estátua "A Ciência" existente em Baikonur e a tulipa do antigo brasão de armas da cidade de Leninsk representam a significância da base de lançamento. A Estação Espacial Internacional, em amarelo, mostra o destino da missão. Os nomes dos tripulantes são mostrados num semicírculo no alto do desenho enquanto as cores das bandeiras russa e americana embaixo, envolvem a logomarca da Roskosmos. Acima dela está o nome da espaçonave e os números das expedições de que ela participará.

## Lançamento e acoplagem
A nave foi lançada do Cosmódromo de Baikonur às 17h44 UTC de 21 de março de 2018 e passou dois dias em voo orbital até a estação durante os quais fez uma série de queimas de combustível e manobras para se alinhar perfeitamente com a ISS. A docagem foi feita às 19h41 UTC de 23 de março no módulo Poisk. Depois de 1h20 de procedimentos de checagem e preparativos técnicos padrão, a tripulação abriu a escotilha e entrou na ISS sendo recebida pela tripulação já instalada nela.  A nave permaneceu acoplada pelos seis meses seguintes como escape de emergência.

## Desacoplagem e pouso
Após a tradicional troca de comando entre as tripulações e o retorno dos tripulantes à MS-08, ela desacoplou da ISS às 07h57 UTC de 4 de outubro, iniciando seu retorno à Terra, pousando às 11h45 UTC na área demarcada nas estepes do Cazaquistão, 146 km a sudeste da cidade de Dzhezkazgan.

## Galeria

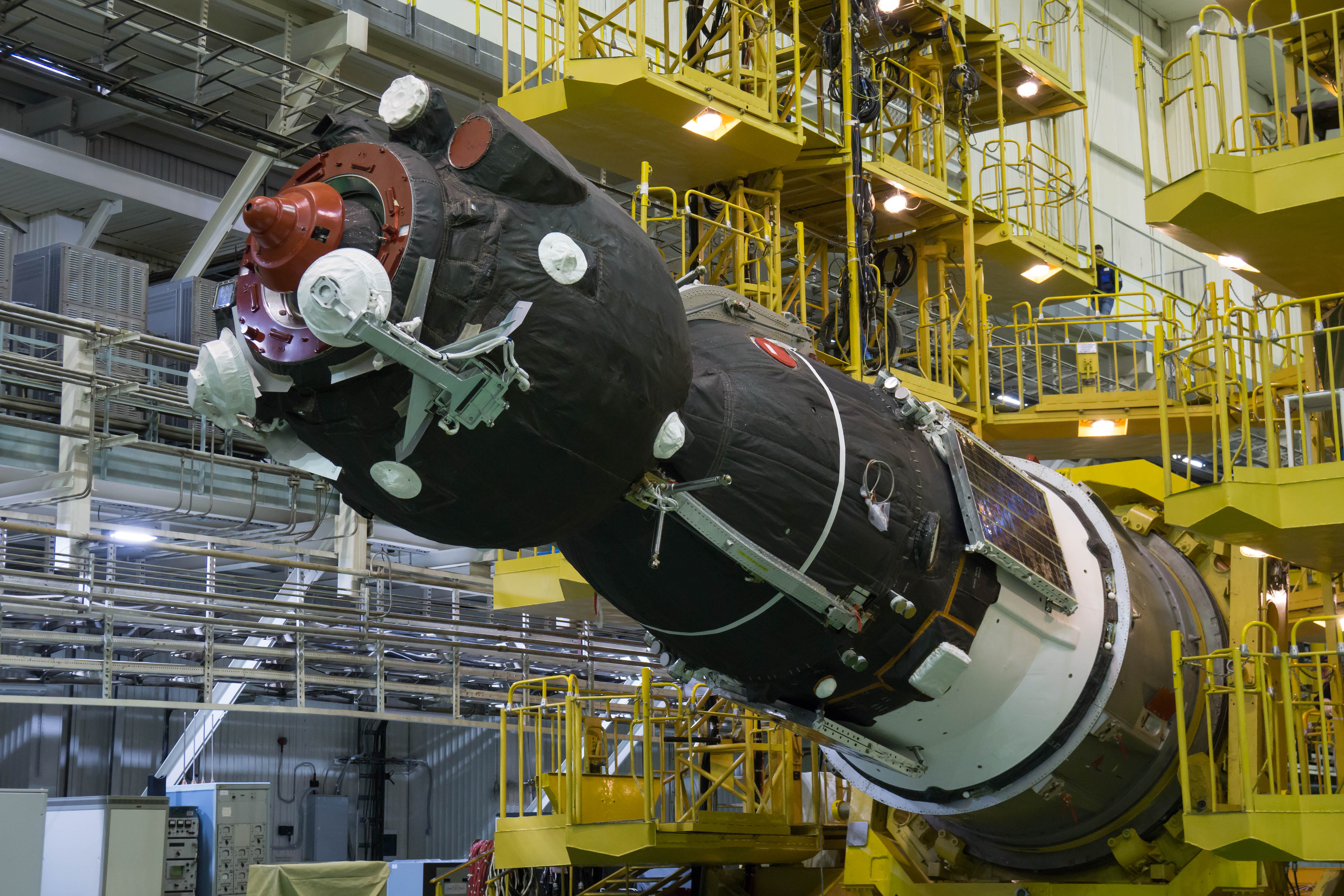
A nave pronta para ser encapsulada e colocada no topo do foguete que a levará ao espaço.
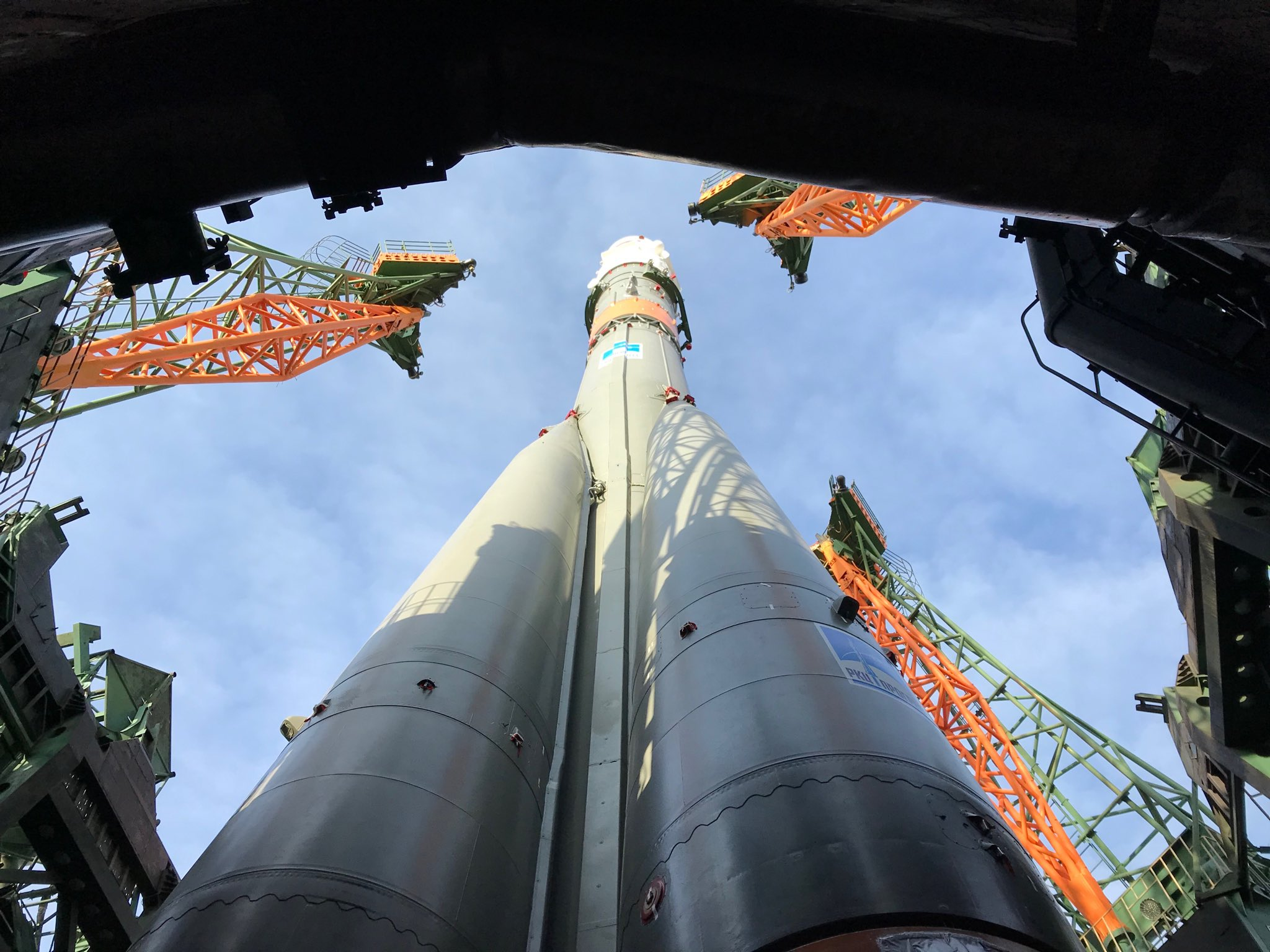
Na base de lançamento.
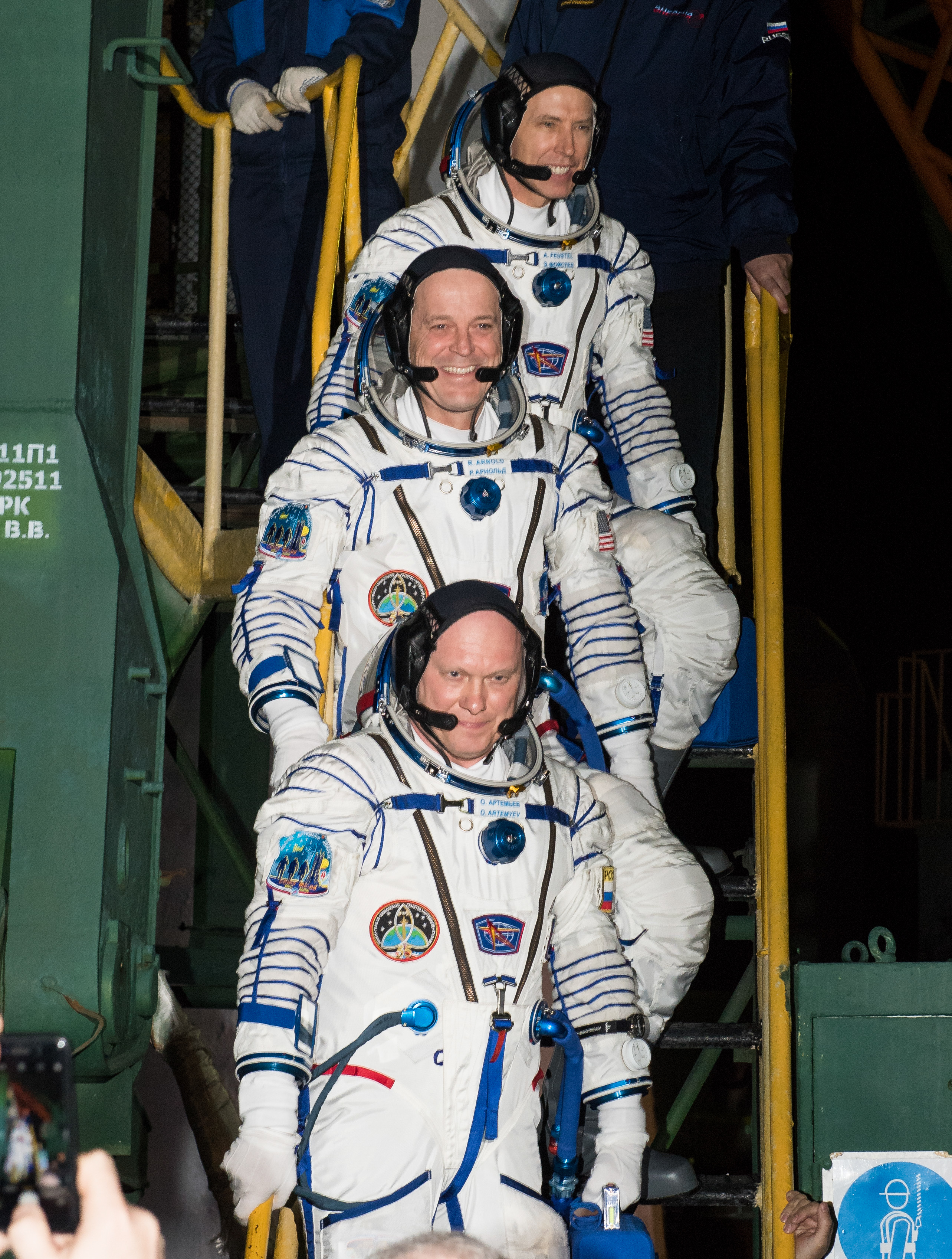
A despedida da tripulação em Baikonur.
- Lançamento da MS-08 (vídeo).
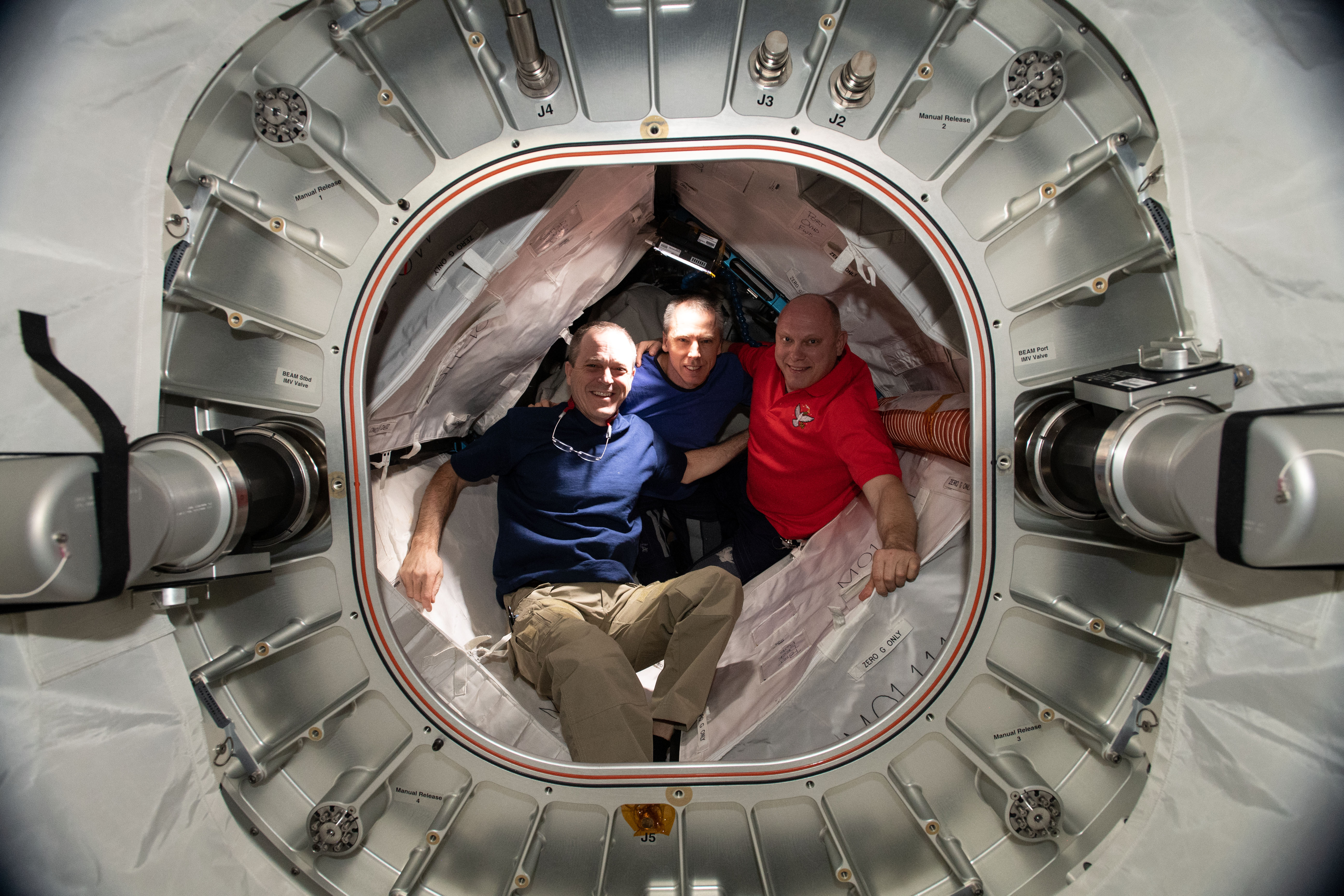
Os três tripulantes no módulo BEAM da ISS.
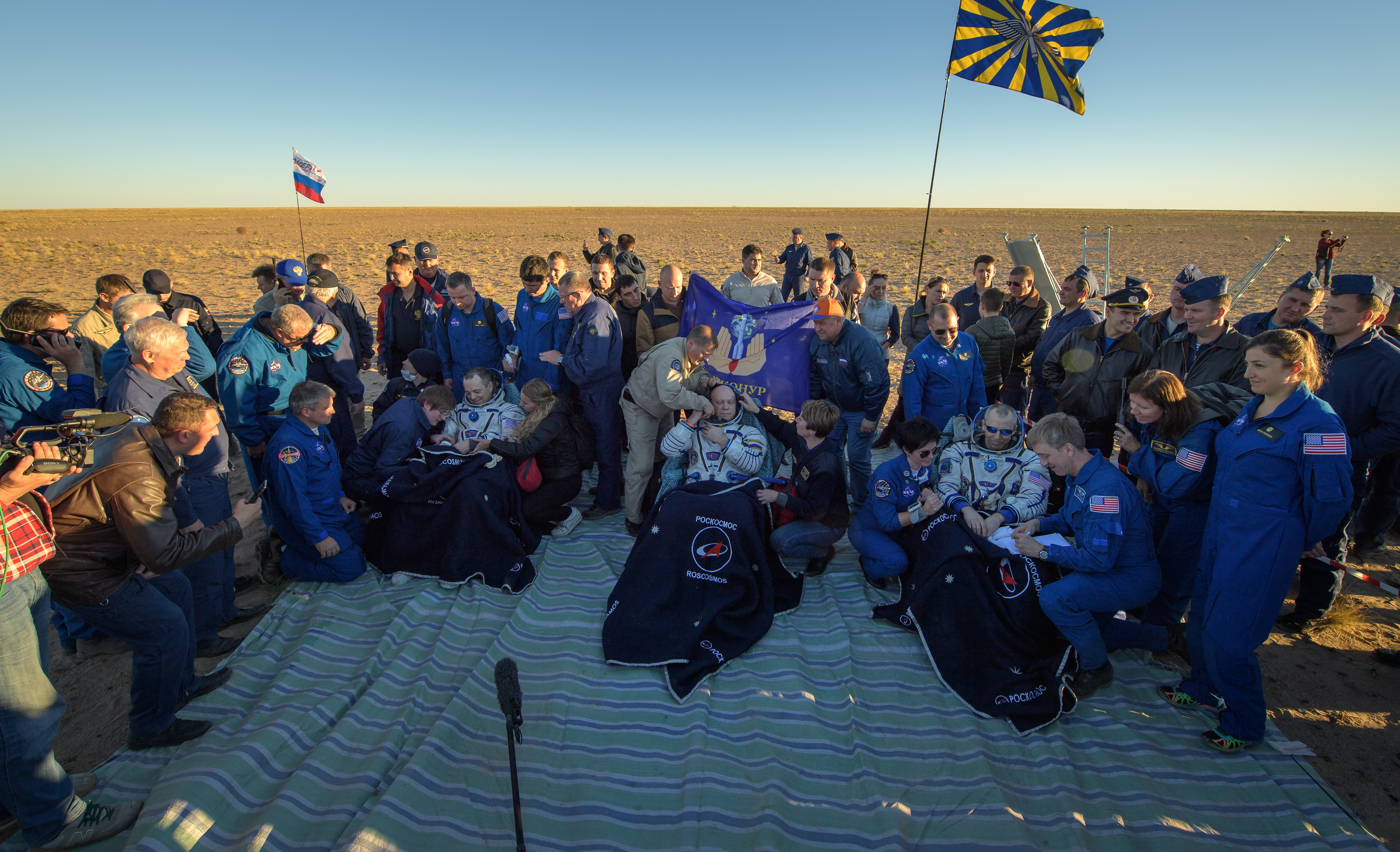
A tripulação após o pouso.